# 宁波环球航运广场
宁波环球航运广场，是中国浙江省宁波市的一座摩天大楼，位于宁波东部新城，高度256.8米，建筑面积约14万平方米，地上共52层，地下共3层，由日建设计设计，由宁波港集团投资，于2009年9月28日开工，2010年11月16日封底，2012年12月28日封顶，2015年12月启用，2016年4月26日宁波舟山港集团总部正式迁入该楼，建成时为宁波第一高楼，直至2022年5月20日被宁波中心超越，大楼共设有23部电梯，1至6层为向市民开放的商业建筑和空中花园，7至50层为高档商务办公楼和空中观景平台，51和52层为国际航运俱乐部。

## 主要入驻企业
- 浙江海港集团/宁波舟山港集团
- 长荣海运股份有限公司
- 中国远洋海运集团有限公司
- 宁波远洋运输有限公司
- 宁波建航国际货运代理有限公司
- 宁波安普国际物流有限公司
- 宁波港中旅华贸国际物流有限公司
- 宁波兴港国际船舶代理有限公司
- 长荣物流(上海)有限公司

## 电梯配置
宁波环球航运广场电梯配置列表（采用迅达和日立生产的升降机）
- No. 1-4（4部来往8/F-20/F之办公电梯，由迅达制造）：1、4-20（No. 2、No. 4为观光电梯）
- No. 5-8（4部来往22/F-32/F之办公电梯，由迅达制造）：1、4-7、20、22-32（No. 6、No. 8为观光电梯）
- No. 9-12（4部来往32/F-40/F之办公电梯，由迅达制造）：2、4-7、32-40
- No. 13-16（4部来往42/F-51/F之办公电梯，由迅达制造）：2、4-7、40、42-51
- No. 17-18（2部贵宾专用电梯，由迅达制造）：1-4、7、15、17、19、21、23、25、27、29、31-33、35、37、39、41、43、45-51、52
- No. 19-20（2部停车场专用电梯，由日立制造）：B3-5
- No. 21（1部大型载货电梯，由迅达制造）：B3-51、52-53
- No. 22（1部消防及服务电梯，由迅达制造）：B3-51、52-53
- No. 23（1部空中俱乐部专用电梯，由日立制造）：51、51M、52-53、53M